# Type 10 ELRT
 (février 2022).
Le type 10 est un tramway (motrices et remorques) en service au sein de l'Électrique Lille Roubaix Tourcoing (ELRT) sur les tramways de Lille et Roubaix Tourcoing.

## Histoire
L'ELRT prend livraison en 1908 d'une série de cinquante motrices et dix remorques pour servir sur les lignes autour de Roubaix et Tourcoing ainsi que sur la ligne 2 entre Lille et Leers. À partir de 1926, elles sont également affectées sur la nouvelle ligne 5 entre Lille et Marquette.

## Caractéristiques

### Caractéristiques générales

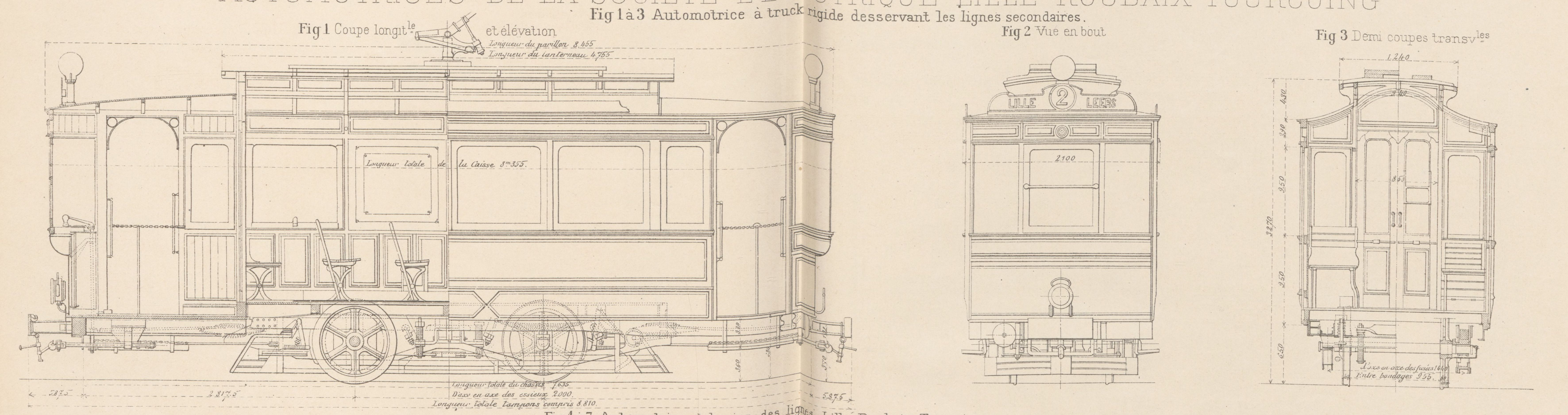
Plan d'ensemble

| Type                                  | Automotrice                               | Remorque                               |
| Nombre construits                     | 50                                        | 10                                     |
| Constructeur                          | Société franco-belge                      | Société franco-belge                   |
| Numéros                               | - 11-50 (1re série) - 100-109 (2de série) | 100-1009 puis 850-859 à partir de 1922 |
| Écartement [mm]                       | 1 000                                     | 1 000                                  |
| Longueur hors-caisse / hors-tout [mm] | 8 455 / 8 810                             |                                        |
| Largeur hors-tout [mm]                | 2 100                                     |                                        |
| Empattement du truck [mm]             | 2 000                                     |                                        |
| Porte-à-faux hors-tout [mm]           | 4 405                                     |                                        |
| Disposition des essieux               | Bo                                        |                                        |
| Captation                             | perche puis pantographe                   |                                        |
| Conduite                              | Bidirectionnelle                          |                                        |